# Macrocarpaea glabra
Macrocarpaea glabra es una especie de arbusto de la familia Gentianaceae, endémica de la Cordillera Oriental de los Andes de Colombia, que se encuentra entre los 2.800 y 3.400 m de altitud.

## Descripción
Alcanza hasta 3 m de altura. Tallos cuadrangulares, ramificados desde la base, Hojas opuestas, casi unidas por su base, de color verde oscuro por la haz, envés verde claro opuestas, glabras, grandes, con los peciolos unidos entre sí alrededor del tallo. inflorescencias en corimbos terminales cimosos. Flores con corola acampanulada de color amarillo, conspicuas, pentámeras. Fruto capsular con semillas numerosas.